# Tod und Mordschlag
Tod und Mordschlag war eine Musikgruppe aus Berlin.
Yok Quetschenpaua, Gründer und Leader dieser linksorientierten Polit-Punk-Band, bezeichnete deren Musikrichtung als Mischung aus Punk, Ska, Rock, Ballade und Pongo.
Mitglieder der Band waren Yok (Akkordeon), Uwe (Gitarre), Ernie (Bass), Christian (Schlagzeug), dazu kamen meist diverse Gastmusiker. Die Band existierte von 1995 bis 1999. Der letzte Auftritt am 25. September 1999 in Berlin (Supamolly) war das 120. Konzert.
Yok Quetschenpaua ist weiterhin politisch und musikalisch aktiv.

## Diskografie
- 1995: Die Erde ist eine Scheibe
- 1996: Soldaten sind Mörder
- 1998: Die Wildnis ruft (7" Single/Vinyl)
- 1999: Ratte sich wer kann
- 1999: Stand der Dinge – Tour’99 (Live in Marburg)
- 3. Februar 2009: Das Schönste und Heftigste von Tod und Mordschlag (Best of)